# Patagonische Eibe
Die Patagonische Eibe (Saxegothaea conspicua) ist die einzige Art der Pflanzengattung Saxegothaea in der Familie der Steineibengewächse (Podocarpaceae) innerhalb der Nadelholzgewächs (Pinophyta).

## Beschreibung

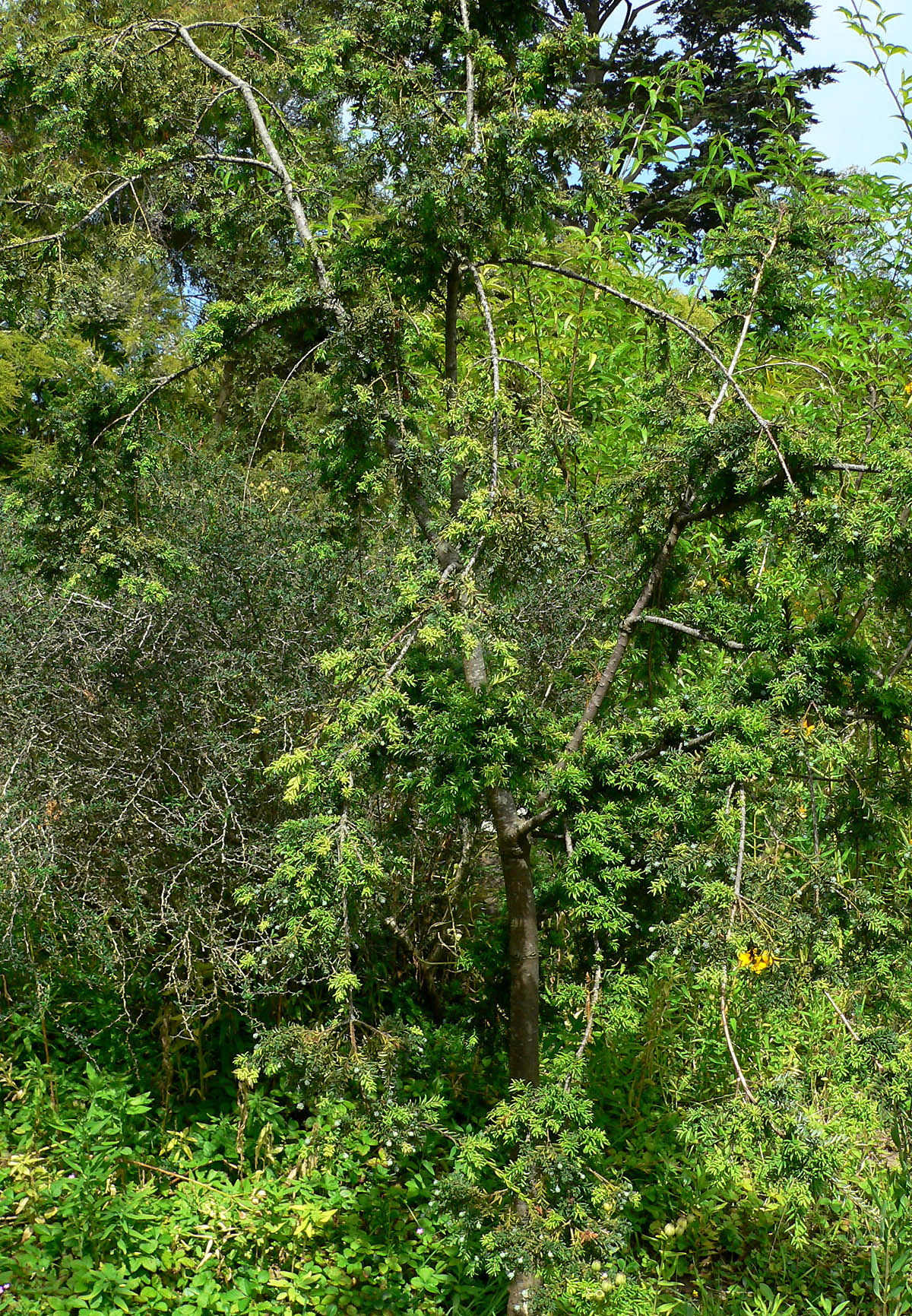
Habitus

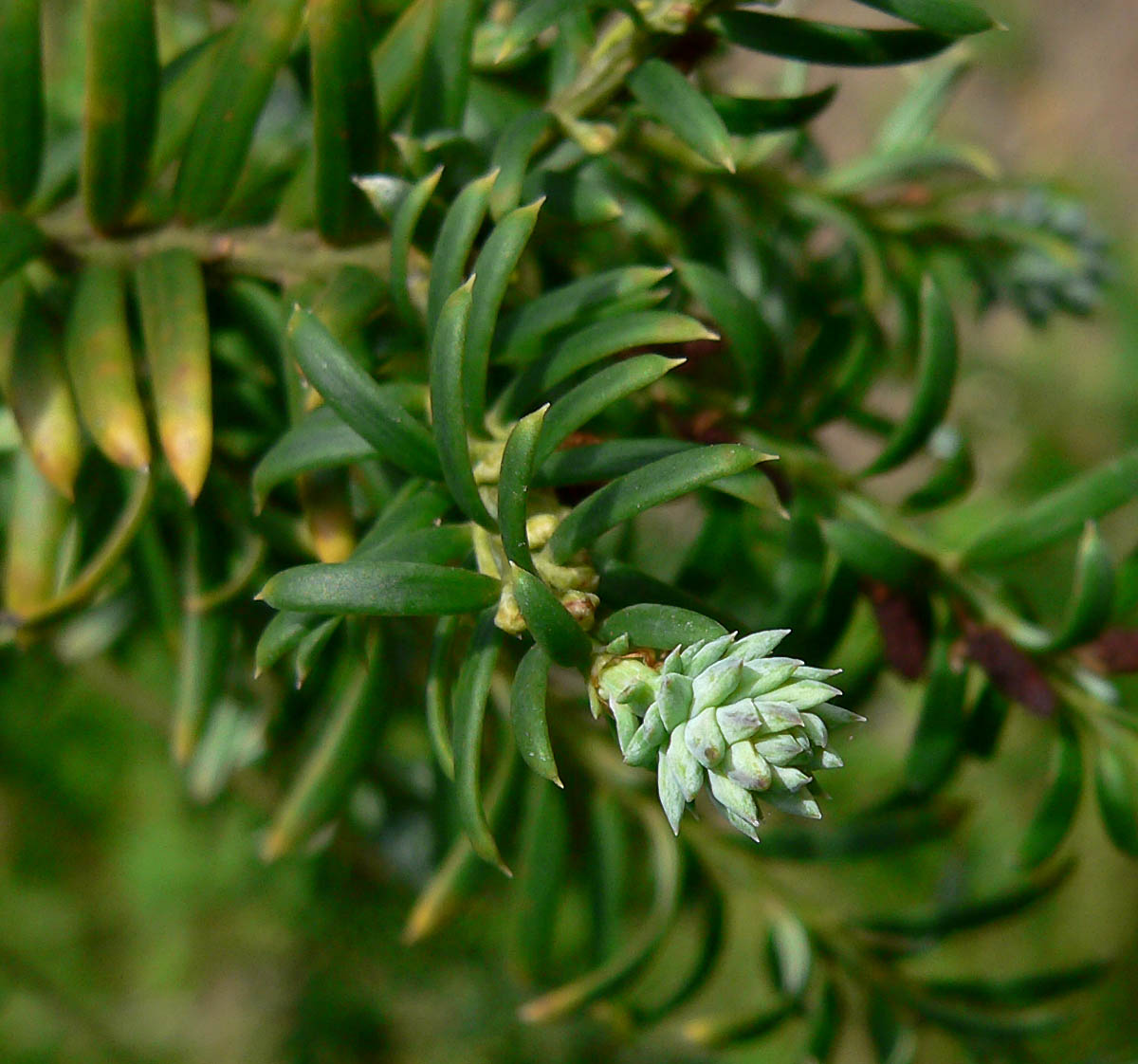
Zweig mit Blättern und einem jungen weiblichen Zapfen

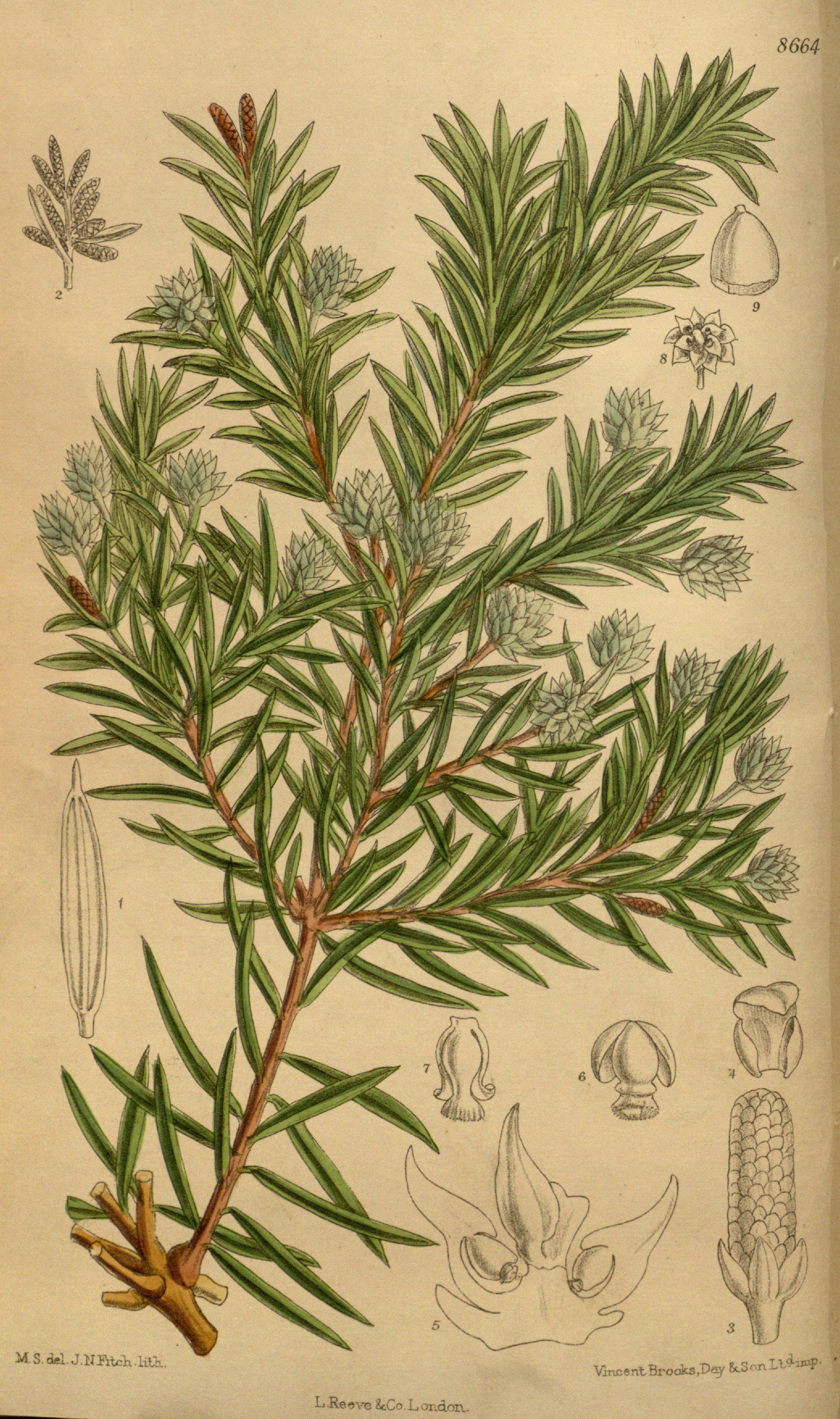
Illustration von Matilda Smith, John Nugent Fitch in Curtis's Botanical Magazine, London., Volume 142 (= Series 4, Volume 12), 1916, Tafel 8664

### Vegetative Merkmale
Die Patagonische Eibe ist ein langsam wachsender, immergrüner Baum, der Wuchshöhen von 15 bis 25 Metern erreicht. Sie bildet eine schlanke kegelförmige Baumkrone aus, wächst oft aber auch breit und buschig. Die Äste sind übergeneigt und die Zweige hängen herab. Die Borke ist glatt und rötlich bis purpurbraun; im Alter blättert sie in großen dünnen Schuppen ab, wobei am Stamm rosarote Flecken verbleiben. Die hängenden jungen Zweige stehen gehäuft an den Enden der Äste; ihre Rinde ist in den ersten 3 bis 4 Jahren grün.
Die Blätter sind 1,5 bis 2,5 Zentimeter lang und 2 Millimeter breit. Die Blätter am frischen Austrieb sind etwas purpurn getönt. Später sind die Blätter dunkelgrün, hart und gekrümmt. Sie sind scharf zugespitzt und stehen ziemlich dicht. Auf der Unterseite hat jedes Blatt zwei weiße Bänder; Mittelrippe und Rand sind apfelgrün. Die zerriebenen Blätter duften nach Gras.

### Generative Merkmale
Saxegothaea conspicua ist einhäusig getrenntgeschlechtig (monözisch). Die männlichen Blüten sind 1 Millimeter klein, eiförmig und dunkelpurpurfarben; sie stehen zu 10 bis 20 seitenständig an den Zweigen. Die weiblichen Zapfen stehen endständig an Kurztrieben und ähneln zunächst einem kleinen Zapfen; später bildet sich eine kleine Rosette nach außen gebogener fleischiger Zapfen-Schuppen, die blaugrau bemehlt aussehen; der gesamte Zapfen ist etwa 0,5 mal 1 Zentimeter groß.

## Vorkommen
Die Patagonische Eibe ist im südlichen Südamerika (im südlichen Chile im Küstengebirge und Argentinien) heimisch. Sie gedeiht in mittleren Höhenlagen bis zu der oberen Waldgrenze zwischen 500 und 2000 Metern.

## Systematik
Die Gattung Saxegothaea wurde 1851 mit der Erstbeschreibung von Saxegothaea conspicua durch John Lindley in Journal of the Horticultural Society of London., Band 6, Seite 258 aufgestellt. Ein Synonym für Saxegothaea Lindl. ist Squamataxus J.Nelson. Ein Synonym für Saxegothaea conspicua Lindl. ist Squamataxus albertiana J.Nelson. Sowohl der botanische Gattungsname Saxegothaea als auch der englischsprachige Trivialname „Prince Albert's Yew“ ehrt Prinz Franz August Carl Albert Emanuel von Sachsen-Coburg und Gotha (1819–1861), den Prinzgemahl der Königin Victoria des Vereinigten Königreichs von Großbritannien und Irland.
Saxegothaea conspicua ist die einzige Art der Gattung Saxegothaea innerhalb der Familie Podocarpaceae.

## Verwendung
In Mitteleuropa ist sie nicht winterhart, deshalb ist sie hier wohl nur in botanischen Gärten anzutreffen. Auf den britischen Inseln ist sie jedoch genügend winterhart und wird dort bisweilen in Parks und Gärten verwendet.